# Desa Kolana Utara
Desa Kolana Utara är en administrativ by i Indonesien.   Den ligger i provinsen Nusa Tenggara Timur, i den sydöstra delen av landet, 2 000 km öster om huvudstaden Jakarta. Desa Kolana Utara ligger på ön Alor Island.